# 徐树铮
徐樹錚（1880年11月11日—1925年12月30日），字又铮、幼铮，幼号铁珊，自号则林，人称“小扇子”，徐州府萧縣人（今屬安徽），北洋皖系軍閥將領。民國初年稱小徐，以區別大徐，徐世昌。

## 生平
徐树铮生於1880年11月11日（光緒六年十月九日），父親徐忠清，字葵南，是同治十二年的貢生，以教書為業。徐樹錚是家中老么，有兩個哥哥，四個姐姐。
三歲由父母教識字。七歲，父親教詩，能傚法作詩句 ，鄉間傳為神童。十歲，離開鄉下到徐州城讀書。十三歲，中秀才。1896年，十七歲，補廪生。次年，到南京考舉人，沒有得中，遂放棄求取功名，返家。
1900年，從家中偷跑，想要從軍，被母親追回，強迫他去了親。可是他心念國事，欲圖報國。次年，到济南上书山东巡抚袁世凯，未能得見，又與接見的朱鍾琪不合。投友不順卻意外遇到了段祺瑞，成為其書記官。年底，隨段前往保定。在保定時，與士兵一同操練。1905年，被段送到日本，準備進日本陆军士官学校受訓。1908年，二十九歲，入學士官學校步兵科第七期，次年畢業。

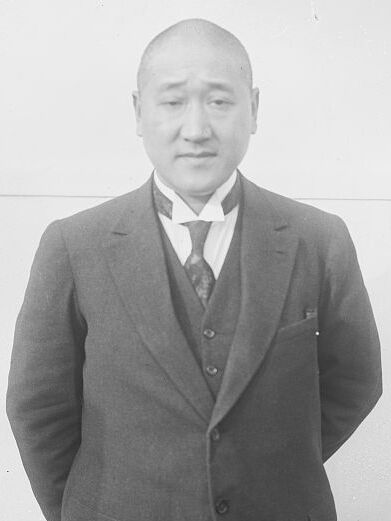
徐树铮

1910年，回国后在段祺瑞的部队任清軍第六镇军事参议。1911年，任段祺瑞所率第一军总参谋，駐孝感。1912年，辛亥革命中，徐树铮為段祺瑞起草《段祺瑞等要求共和电》，以武力威脅，稱「謹率全軍將士入京，與王公剖陳利害」，迫使隆裕太后同意宣統退位。
1912年至1914年，徐树铮先后任军学司司长、军马司司长、将军府事务厅长等职。1914年5月，徐树铮任陆军部次长，年仅34岁，为次长中最年轻者。12月，与粤东学堂总理梁士诒订立合同租赁校舍创办正志中学（现在首都师范大学附属中学的前身）。1915年6月，因有上报购入军械费用不实嫌疑，自请回籍营葬，26日，袁世凯批准免职，但陆军总长王士珍即聘任徐树铮为陆军部顾问，所以他又留在北京。
1916年6月6日，袁世凯死后，黎元洪继任总统，段祺瑞仍旧为国务院总理，13日，任命徐树铮为国务院秘书长。因常对黎元洪蛮横无理，又先后与总统府秘书长丁佛言、內务总长孙洪伊交恶，酿成府院之爭，11月22日，被迫辞职。1917年，徐策动张勋以辮軍驅逐黎元洪，立宣統帝復辟，事后又策划了段祺瑞讨伐张勋的讨逆军行动。8月8日，出任陆军次长，主张武力统一中国，消灭陆荣廷、孙中山的南方护法军。因湘南战事失利，1917年11月19日，徐树铮辞掉陆军次长，段祺瑞也于22日辞去国务总理，徐幕后策划督军团对冯国璋施加压力。1918年初，徐树铮到了奉天，唆使张作霖借口助战，派兵入山海關，先是抢夺北洋政府向日本购买的军械，然后驻兵直隶，迫使冯国璋再度起用段祺瑞组阁，复任总理。徐树铮又积極组织安福俱乐部，包办选举，成立安福国会，阻止冯国璋连任总统。
徐树铮取得张作霖信任，委任他为奉军的副司令:200，代行总司令职权。1918年6月14日，徐樹錚以（駐津）奉軍司令部名義，在天津設鴻門宴，宴請直系將領陸建章赴會:171，後將陸建章槍殺:171。不久徐樹錚觸怒張作霖，8月，張作霖解除他副司令職務:200，派孫烈臣當奉軍副司令:171。10月10日，段祺瑞辭去國務總理，但仍擔任參戰督辦，徐樹錚跟隨段至參戰處出任參謀長，總攬處內一切事務，又假借參加第一次世界大战，向日本借得巨款，編練參戰軍，為日後直皖戰爭中皖系軍事資本。11月3日，加陆军上将衔。

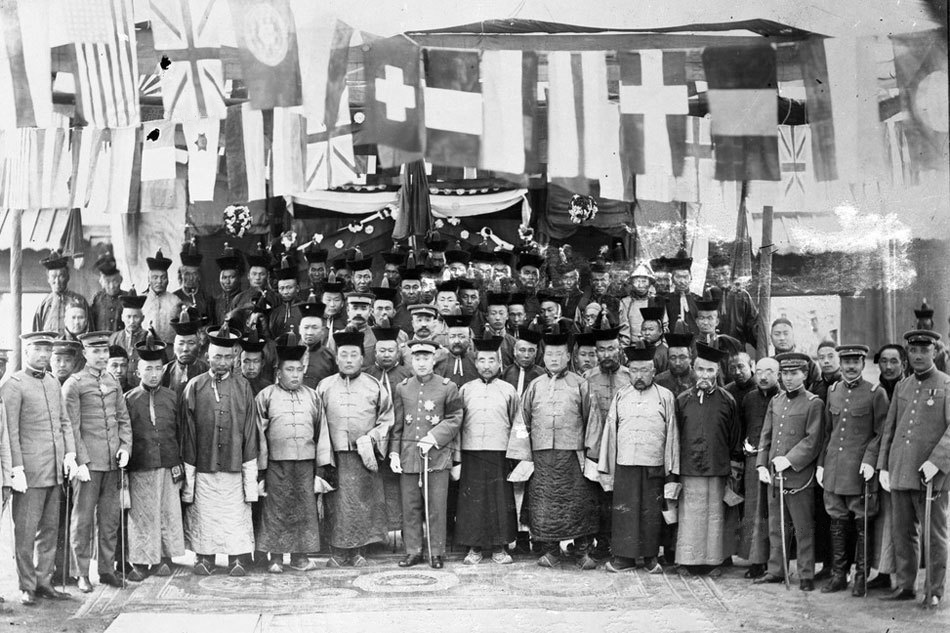
徐树铮在库伦时期与外蒙古王公合影

1919年，任西北筹边使兼西北边防军总司令。1919年10月，率西北边防军第一师进入外蒙古，以武力协助外蒙古王公派在1919年11月17日外蒙撤治，由中華民国北洋政府直接統治。孙中山电贺其成就可与傅介子、班超相比。然而徐在蒙古的统治迅速失去了当地人的支持，两年后蒙古再次独立，并联合白俄军队击败西北边防军。
1920年，直皖两系军阀斗争激烈，徐树铮被罷免，任远威将军，留北京代职。直皖两派最终爆发直皖战争，徐任皖系定国军副总司令兼参谋长。战败后，段祺瑞下台，徐被指控为“十大祸首”之最而遭通缉拿办，借日本使馆之助逃到天津，后潜入上海公共租界内匿居。
1921年，孙中山计划联合段祺瑞、张作霖组成三角同盟，北伐讨直。徐代表段祺瑞于次年初赴桂林与孙中山晤谈。
1924年9月，江浙战争爆发，徐任皖系浙沪联军总司令。皖系再次失败，他被支持直系的上海公共租界工部局英国官員拘捕，并强迫他乘英轮去欧洲。在途经香港时，第二次直奉战争结束，段祺瑞被推为临时执政，徐被英國人釋放。段命之为「考察欧美日本各国政治专使」。遂率考察团15人，先后考察法国、英国、瑞士、意大利、德国、苏联、波兰、捷克斯洛伐克、比利时、荷兰、美国、日本等12个国家。在考察法国期间，孙中山在北京逝世，徐电致挽联。 
1925年12月11日，徐树铮考察结束回到上海，段祺瑞以京津混乱，电嘱其暂缓赴京，但他认为考察回国，理应回京复命，12月19日即动身赴京。复命后，于12月29日晚乘专车离开北京南下。徐前年設局暗殺的陸建章為冯玉祥妻子姑父，故此馮聞訊後即派部下张之江尋仇，趁其途经京津间廊坊车站時乘機綁架，再于30日凌晨殺害，其享年45岁。翌年，归葬故里。

## 人物评价
1919年，徐树铮抓住有利契机，迅速地完成撤治使命，使外蒙古于1919年11月17日正式呈请政府“情愿撤消自治”。徐树铮在撤治过程中发挥巨大作用。孙中山當時对徐树铮收复外蒙古做出极高的评价：“比得来电，谂知外蒙回心内向。吾国久无班超、傅介子其人，执事（指徐）于旬日间建此奇功，以方古人，未知孰愈？外蒙纠纷，亦既七年，一旦归复，重见五族共和之盛，此宜举国欢欣鼓舞者也！”但以事後諸葛之觀點檢討：當時一味以武力壓迫，手法不夠圓融，過分侵辱蒙人自尊，在蒙古僧俗高層留下極不良記憶，未能根本解決問題，反貽後患。
徐树铮极力推行段祺瑞的武力统一政策，间接发动直皖战争和第一次直奉战争，频繁的战乱使国家疮痍满目，士兵尸横累累，人民流离失所。
徐树铮是段祺瑞的最重要幕僚，文武雙全，但锋芒毕露，树敌太多。 袁世凯曾这样评论徐树铮：“又铮其人，亦有小才，如循正轨，可期远到。但傲岸自是，开罪于人特多”。冯玉祥杀徐树铮，可能有政敌的原因，但徐树铮杀冯玉祥的大恩人兼髮妻的姑丈陆建章，也是为自己埋下祸根。
1916年11月，徐树铮辞去国务院秘书长后，有评论说：“其人有‘袁世凯第二’之称，小有才，性狡黠，段（祺瑞）无徐则不能办事，若徐在国务院，或在北京仍得一位置，徐仍必窃权自恣，凌驾段氏，且权倾內阁，以逞其私，其能否有福于中国，殊不可必。今日中国固亟需强干办事之人材，然徐为旧派人物，不解时务，是否具有为总执政鞭者所必需之思想经验，则诚另一问题也。”

## 家庭
徐树铮共有一妻四妾：发妻夏红筠（又叫夏宣，1955年在苏州倪家花园病故），小妾沈定兰，沈定兰之妹沈淑佩，王慧珵，以及原来是娼妓的平芳春。
徐树铮共有子女十人：长子徐审义（又名徐审宪），次子徐审武（1903年生，五岁时夭折于日本），三子徐审交（字道隣），四子更生（五岁时夭折），长女徐樱环（又叫徐樱，嫁李方桂）、次女徐书环（五岁时夭折）均为结发妻子夏红筠所生。王慧珵生三女徐美、四女徐慧（五岁时夭折），沈淑佩生徐佩、徐兰（嫁陆宗舆之子陆仲宣）。第三代、第四代如今大多生活在海外。

## 个人爱好
徐树铮精于书法，擅诗词古文，从政后仍手不释卷，留下来的诗大约200首，词60首。
此外，徐树铮还酷爱昆曲，他能自辑曲谱，能上台演出，并曾与徐凌云、项馨吾、俞振飞等名角同台。他擅长花脸和贴旦两种角色的曲目，声如洪钟。张謇曾赠诗云：“将军高唱大江东，势与梅郎角两雄”。

## 主要著作
徐树铮主要著作有《建国铨真》《视昔轩文稿》《兜香阁诗集》《碧梦庵词》等。

## 影視形象

### 電影
- 1987年蒙古電影《初升的晨曦》，铁木尔巴特尔饰
- 2012年蒙古電影《七星不落》，铁木尔巴特尔饰

### 電視劇
- 2011年电视剧《护国大将军》，刘乃艺饰
- 2015年电视剧《少帅》，葛四饰